# Uwharrie Lakes Region
Die Uwharrie Lakes Region (auch Uwharrie Lakes) bezeichnet eine Reihe von Stauseen in dem Gebirgszug der Uwharrie Mountains entlang des Yadkin River im Bundesstaat North Carolina in den Vereinigten Staaten von Amerika. 

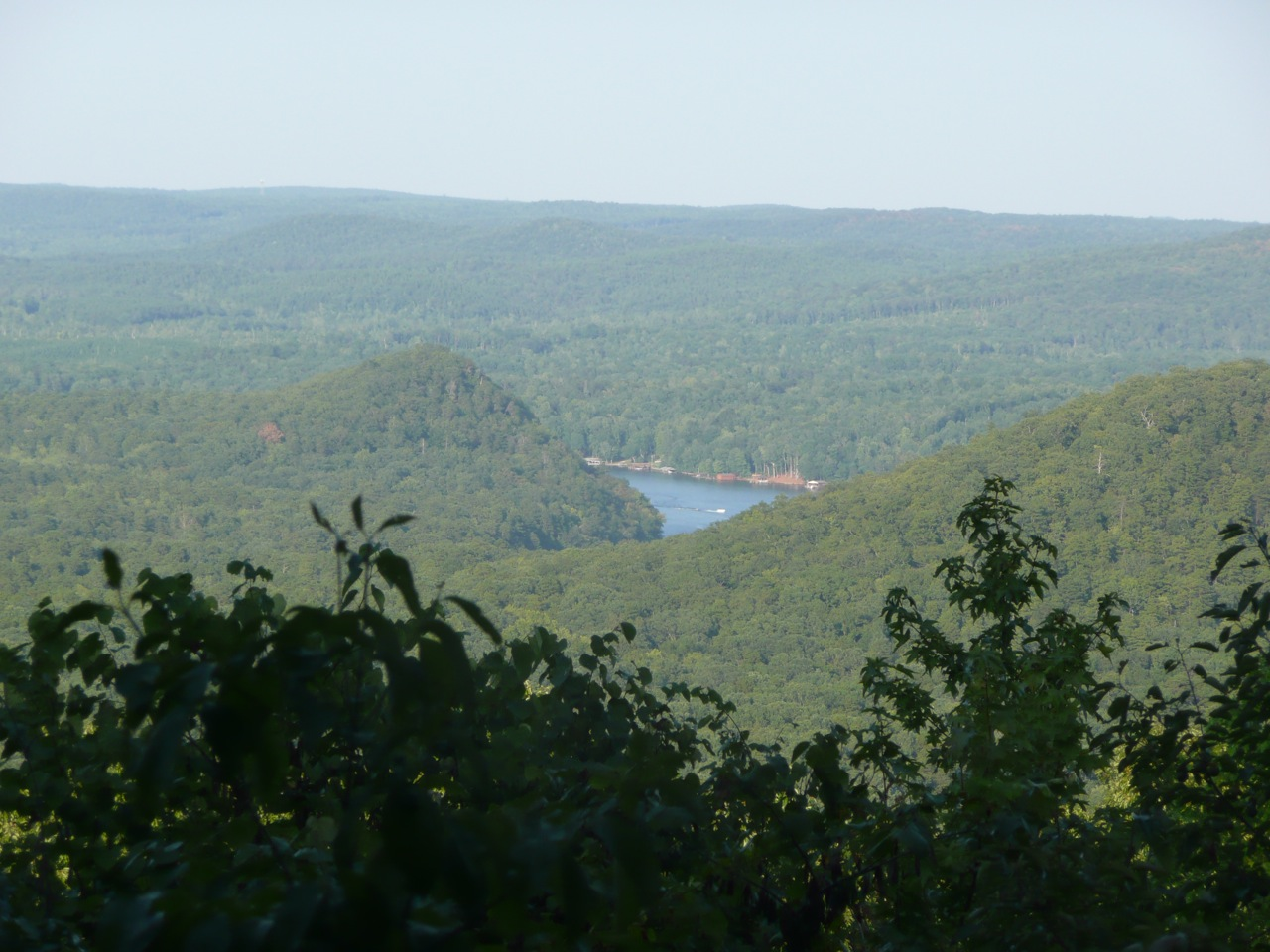
Uwharrie Lakes

Die Stauseen, die diese Region bilden sind von Nord nach Süd der High Rock Lake, das Tuckertown Reservoir, der Badin Lake, der Lake Tillery und der Blewett Falls Lake. Die Seen und der Fluss werden auf der Ostseite vom Uwharrie National Forest, einem durch die Bundesregierung geschützten Waldgebiet gesäumt, der sich über die Countys Stanly County, Rowan County, Davidson County, Montgomery County, Anson County, und Richmond County erstreckt.